# 許振禕
許 振禕（きょ しんい、Xǔ Zhènyī、? - 1899年）は、清末の官僚。字は仙屏。江西省奉新県出身。
咸豊の初めに曽国藩の幕僚となった。江西省の都市が太平天国軍に次々と奪われて湘軍が困難な時期に、内閣中書鄧輔綸とともに郷勇を募り、進賢・東郷・吉安を奪回した。この功で同知に挙げられた。
1863年、進士となり、編修に任じられた。その後陝甘学政となったが、当時陝西省・甘粛省では回民蜂起のため科挙が停止されて久しかった。そこで許振禕は降伏した回民の子弟を多く採る方針をとり、8回にわたって試験を行って数千人を学生としたため、回民の好感を得ることができた。
1882年に彰衛懐道に任じられたが、堤防の修築に功績をあげたため、1890年に東河総督に抜擢された。1895年、広東巡撫に転任となり、闈姓と呼ばれる賭博の禁止に尽力した。1898年に引退。